# Niezmiennik topologiczny
Niezmiennik topologiczny – wielkość, struktura lub cecha, która pozostaje niezmienna przy przekształceniach homeomorficznych jednej przestrzeni topologicznej w inną. 

## Przykłady
Następujące własności przestrzeni topologicznej są jej niezmiennikami topologicznymi:
- spójność
- lokalna spójność
- ośrodkowość
- wymiar
- zwartość
- istnienie punktu stałego
- posiadane grupy homologii
- posiadane grupy homotopii

## Liczba nawinięć - niezmiennik topologiczny okręgu
Wszystkie możliwe odwzorowania danego okręgu w inny można poklasyfikować ze względu na liczbę nawinięć. 
Df. Liczba nawinięć - liczba mówiąca, ile razy należy obiec okrąg będący obrazem przekształcenia przy pojedynczym obiegu okręgu wyjściowego. 
Liczba nawinięć jest stała i składając badane przekształcenie z dowolnym innym ciągłym przekształceniem nie można jej zmienić. Tym samym zbiór wszystkich ciągłych przekształceń okręgu rozpada się na rozłączne klasy przekształceń, które nawijają okrąg na siebie raz, dwa razy, trzy razy, itd. Struktura tego zbioru odpowiada zatem zbiorowi liczb naturalnych.